# Photo League
La Photo League fue una cooperativa de fotógrafos que compartían una serie de planteamientos sociales y estéticos sobre el empleo de la fotografía, destacando el reportaje como denuncia social. Estuvo activa entre 1936 y 1951 en Nueva York y en ella se incluían importantes fotógrafos como Berenice Abbott, Aaron Siskind, Paul Strand o Lewis Hine.

## Orígenes
Procede de una escisión del grupo neoyorquino Worker's Film und Photo League (Liga de los trabajadores del cine y la fotografía) creado en 1928, que seguía la tendencia iniciada en Alemania por grupos obreros y comunistas asociados a la Ayuda Internacional de los Trabajadores. En 1936, Sid Grossman abanderó la separación de los fotógrafos y propuso ofrecer una "imagen real del mundo", pasando a un segundo plano los registros de la lucha obrera.

## Organización
Disponía de una escuela profesional de fotografía, dirigida por Sid Grossman, así como un laboratorio y una galería de exposiciones. Contaba con un consejo asesor y editaban una revista llamada Photo-Notes. El trabajo estaba enfocado a la fotografía documental de tipo social en zonas urbanas de Nueva York atendiendo a las consecuencias de la depresión. Los reportajes gráficos de Lewis Hine inspiraron su trabajo. En esta asociación participaron tanto fotógrafos aficionados como profesionales. Se financiaba mediante coutas de sus miembros, de las clases impartidas y de los actos que organizaban.
En 1937, Berenice Abbott organizó una exposición titulada Changing New York (Cambiando Nueva York) en la que ofrecieron su visión del reportaje y de la que se editó un libro.

## Participantes

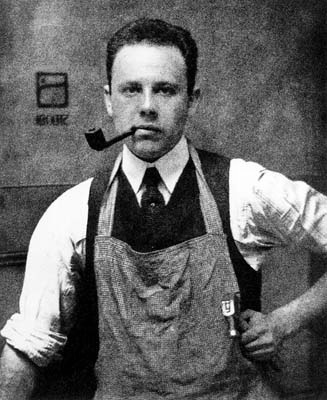
Paul Strand en 1917 por el autor Alfred Stieglitz

La mayor parte de sus miembros eran neoyorquinos nacidos en el Lower East de Manhatan, en Brooklyn o en el Bronx y americanos de primera generación. En su apogeo contaba con entre 80 y 200 miembros. Desde el principio contó con importantes fotógrafos como Berenice Abbott, Paul Strand o Margaret Bourke-White. A los que se fueron añadiendo otros como Aaron Siskind con su trabajo sobre el barrio neoyorquino de Harlem, László Moholy-Nagy, Lotte Jacobi, Edward Weston, Eugene Smith, Ansel Adams, Beaumont Newhall, Morris Engel así como otros fotógrafos que trabajaban para la Administración de Seguridad Agraria como Consuelo Kanaga. También periodistas gráficos como Weegee. Colaboraron asimismo Henri Cartier-Bresson, Helen Levitt, Lisette Model, Manuel Álvarez Bravo, Walter Rosenblum y Barbara Morgan.
Lewis Hine les legó su archivo fotográfico.

## Disolución
El reportaje gráfico, de tipo social con una orientación progresista, que practicaban fue blanco del Macarthismo que les acusó de depender del Partido Comunista. Aunque en 1949 Nancy Newhall organizó una exposición titulada This is Photo League, la organización decidió disolverse en 1951.